# Leonhard Gey
Leonhard Gey (* 27. Juni 1838 in Hannover; † 21. September 1894 in Dresden) war ein deutscher Maler.

## Leben
Leonhard Gey, Sohn des Königlichen Hofopernsängers Traugott Gey (1796–1875), studierte in den Jahren 1854 bis 1856 am Polytechnikum in Hannover und war dort unter anderem Schüler von Conrad Wilhelm Hase. Weitere Studienorte Geys waren Düsseldorf, Berlin und Dresden. Ab 1858 war Gey im Atelier Julius Schnorr von Carolsfelds in Dresden tätig. 1884 wurde er Professor, ab 1888 leitete er die Oberklasse im Natur- und Aktzeichnen an der Dresdner Kunstakademie.

## Werke
Viele Werke Geys befinden sich heute im Kupferstichkabinett in Dresden; ein Druck von August Gaber nach Geys „Urteil des Salomon“ aus den 1860er Jahren ist im Besitz des Britischen Museums.
Gey spezialisierte sich auf Historienmalerei und schuf etliche Wandbilder. So malte er von 1860 bis 1863 mehrere Säle im Schloss Marienburg in Schulenburg bei Pattensen aus. Um 1877 schuf er mit Wachsfarben das Wandgemälde „Kurfürst August und Kurfürstin Anna unter dem Volke vor der Stadt Meißen“ in der Meißener Albrechtsburg. Dieses Gemälde ist erhalten geblieben.

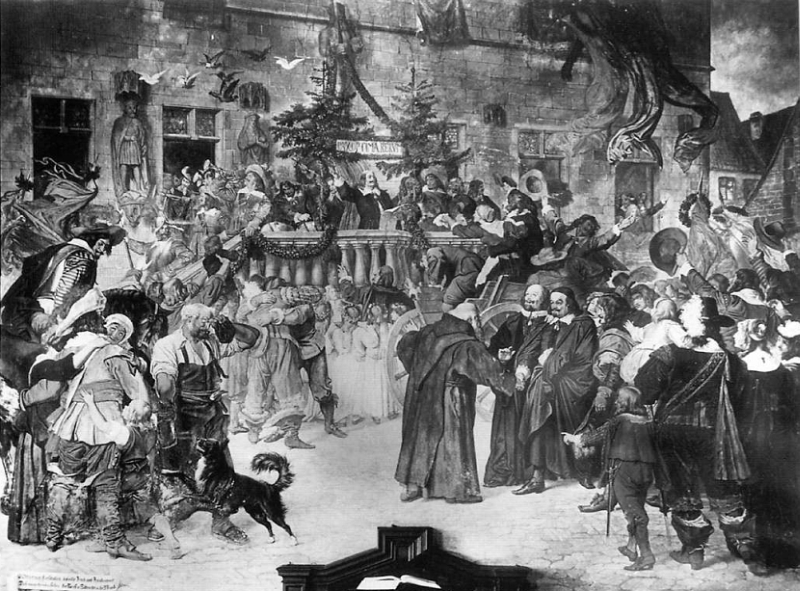
Verkündigung des Westfälischen Friedens

Nicht mehr existent ist dagegen das Gemälde „Verkündigung des Westfälischen Friedens von der Rathaustreppe zu Osnabrück“, das Gey 1880 schuf. Eine Zeichnung zu diesem Thema zeigte er 1880 auf der Berliner Kunstausstellung; das Gemälde selbst fertigte er in der Aula des Königlichen Realgymnasiums von Osnabrück an. Es zeigte die Verlesung des Friedenswerkes auf der Treppe des Rathauses unter dem Jubel einer Menschenmenge, über der weiße Tauben kreisten. Das Gemälde wurde im Zweiten Weltkrieg zerstört. Während der Nacht der Geschichte 2008 wurde das Gemälde von 73 Personen in Osnabrück als lebendes Bild nachgestellt.
Im Zuge der Feierlichkeiten zum 400. Geburtstag Martin Luthers stellte der deutsche Kaiser die Mittel zur Verfügung, allen evangelischen Schulkindern ein Andenken an diesen Tag zu schenken. Ausgewählt wurde Leonhard Geys in der Berliner Nationalgalerie befindliches Bild „Dr. Martin Luther im Kreise seiner Mitarbeiter die heilige Schrift verdeutschend“, das als Lithographie vervielfältigt, auf Leinwand aufgezogen und lackiert und an die Provinzialregierungen verschickt wurde, „um den in Betracht kommenden evangelischen Volksschulen aller Art, insbesondere auch den gehobenen Volksschulen, Bürgerschulen, Stadtschulen und öffentlichen höheren Mädchenschulen als Geschenk überwiesen zu werden.“

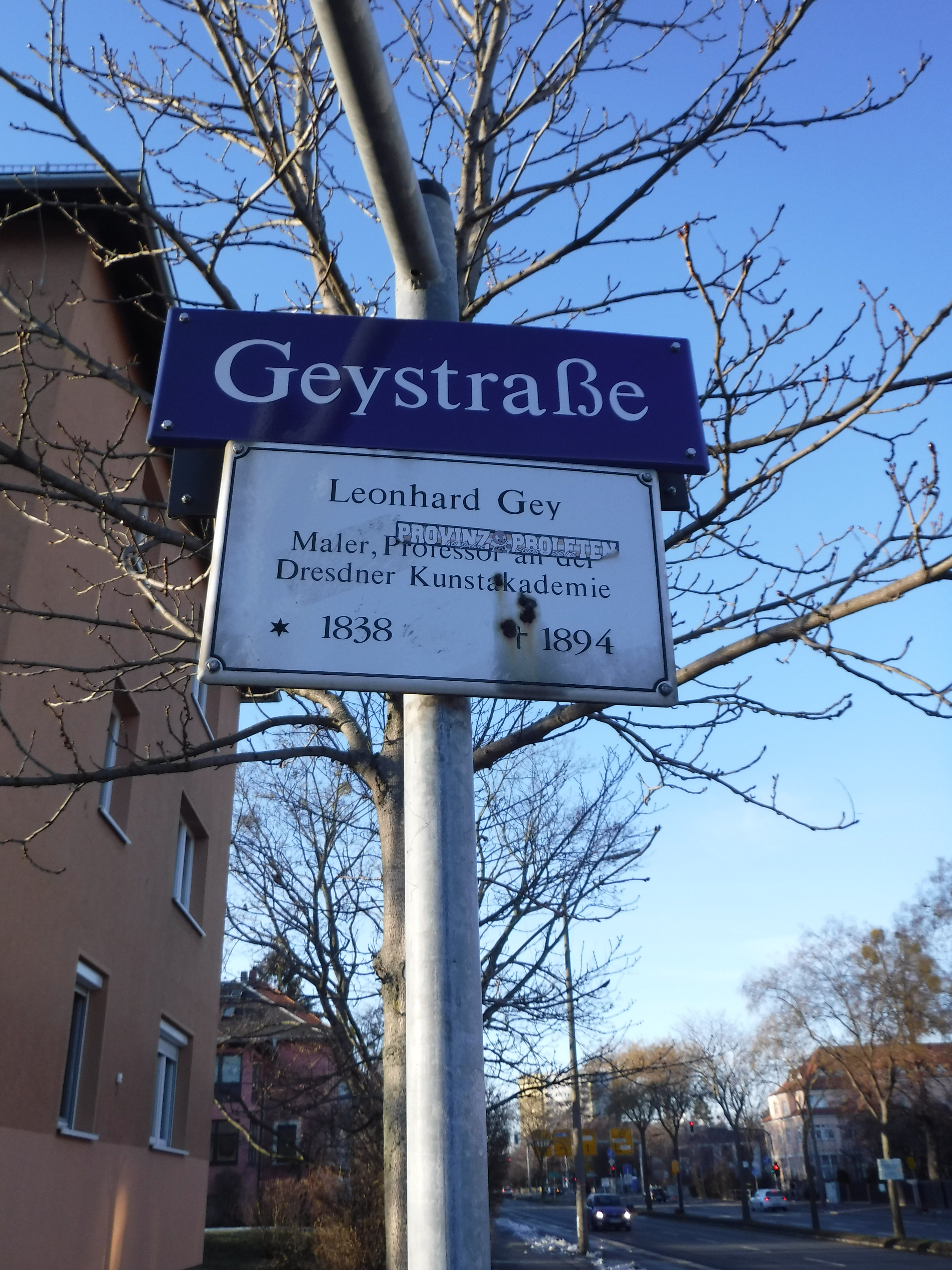
Geystraße, Dresden

## Sonstiges
Die Geystraße in Strehlen ist seit 1928 nach Leonhard Gey benannt.